# Паспардо
Паспардо (итал. Paspardo) је насеље у Италији у округу Бреша, региону Ломбардија.
Према процени из 2011. у насељу је живело 646 становника. Насеље се налази на надморској висини од 976 м.

## Становништво
Према резултатима пописа становништва 2011. у општини је живело 646 становника.
| 1951. | 1961. | 1971. | 1981. | 1991. | 2001. | 2011. |
| ----- | ----- | ----- | ----- | ----- | ----- | ----- |
| 1.205 | 1.266 | 962   | 827   | 742   | 677   | 646   |